# Terror Point
Der Terror Point ist eine Landspitze im Südosten der ostantarktischen Ross-Insel. Sie liegt unterhalb und südwestlich des Gipfels des Mount Terror und 6,5 km westnordwestlich des Kap MacKay. Sie wird komplett umschlossen von den Eismassen des Ross-Schelfeises.
Teilnehmer der britischen Discovery-Expedition (1901–1904) unter der Leitung des Polarforschers Robert Falcon Scott benannten sie in Anlehnung an die Benennung des Mount Terror nach der Terror, einem von zwei Schiffen des britischen Polarforschers James Clark Ross bei dessen Antarktisexpedition (1839–1843).